# Sterrhochaeta rectilineata
Sterrhochaeta rectilineata là một loài bướm đêm trong họ Geometridae.